# Loppenstedt
Loppenstedt ist eine Wüstung bei Lühnde auf dem Gebiet der Gemeinde Algermissen im Landkreis Hildesheim, Niedersachsen. Die Ortschaft wurde wahrscheinlich im 15. Jahrhundert aufgegeben.

## Lage
Einen Hinweis darauf, wo Loppenstedt lag, gibt der Name „Loppenstedter Weg“ für den ausgebauten breiten Weg, der von Lühnde nach Süden führt. Nach der Flurkarte, die vor der Verkopplung angefertigt wurde, trug dieser Weg seinen Namen nur bis zur Einmündung in die Braunschweiger Heerstraße, dem Feldweg, der Bledeln mit Kleinalgermissen verbindet. An dieser Straßenkreuzung könnten die Gehöfte von Loppenstedt gestanden haben. Das wird auch durch die mündliche Überlieferung und frühere Funde von Steinen der verschwundenen Gebäude bestätigt.

## Geschichte
Der Name „Loppenstedt“ wird zum ersten Mal in einer Urkunde aus dem Jahre 1274 genannt. Er lautet damals „Luppenstede“, was (Wohn-)Stätte des Luppo bedeutet. Zu dieser Zeit verfügte das Kloster St. Bartholomäus zur Sülte in Hildesheim über eine Hufe Land in der Bledelner Feldmark.
Etwa um die gleiche Zeit kaufte Bischof Otto von Hildesheim (1260–1279) von Bruno von Gustedt eine Grafschaft bei Sarstedt, die Freigut in Hotteln, Loppenstedt, Kleinlobke und andere Feldmarken betraf, für 50 Pfund Hildesheimer Pfennige. Höchstwahrscheinlich handelt es sich dabei um den Bereich des späteren Loppenstedter Freiding.
Das Domkapitel hatte in Loppenstedt, wie aus den Zinsregistern des Dompropstes Johann von 1277 bis 1286 hervorgeht, 7 Hufen an Grundeigentum, die von 6 zinspflichtigen Bauern bewirtschaftet wurden. Die Loppenstedter Bauern werden in der Urkunde als Liten (Laten) gekennzeichnet. Sie waren unfrei und gehörten gerichtlich, sofern es ihr Land und ihre persönlichen Verhältnisse angingen, vor das Meierding in Großalgermissen. 
In Loppenstedt bestand auch ein Meierhof des Domkapitels, der 1277 30 Scheffel Hafer und 20 Scheffel Gerste an Zins entrichtete. 
Nach einer Urkunde aus dem Jahre 1294 hatte das Hildesheimer Johannisstift Einkünfte aus Loppenstedt. Ritter Siegfried von Rutenberg bekundete, dass Johann Slich, den er als „unser Vogtmann“ bezeichnete, auf 3 Jahre dem Johannisstift eine Abgabe zu liefern habe. 
Eine Urkunde aus dem Jahre 1382 ist die letzte Nachricht zum Bestehen der Ortschaft Loppenstedt. Aus einer Aufzeichnung des Sülteklosters von 1501 geht dann hervor, dass Loppenstedt zu dieser Zeit verlassen war, da in den Zinsregistern keine Einwohner genannt werden. Ab dem 15. Jahrhundert tritt der Ortsname Loppenstedt oft als Familienname in der Gegend auf, so 1425, 1431, 1449 und 1487 in Hildesheim. Der Brauer Eggert Loppenstede wird 1449 als Neubürger bezeichnet. In Bledeln erscheinen ein Curt Loppenstede und ein Knecht Cordt Loppenstede im Steuerregister des Jahres 1537. In Lühnde hatte ein Lüdeke Loppenstede zu dieser Zeit eine kleine Bauernstelle. Die Familiennamen waren damals noch im Aufkommen. Bei Übersiedlungen erhielt der Hinzugezogene häufig den Namen seines bisherigen Wohnortes als Familiennamen. 
Obwohl die Ortschaft Loppenstedt nicht mehr bestand, blieb die Feldflur über fünf Jahrhunderte erhalten. Sie konnte nicht zerteilt werden, weil darauf noch der Zehnt ruhte, dessen Nutznießer das Kartäuserkloster Hildesheim war. Nach den Aufzeichnungen des Sülteklosters bestand die Feldmark 1501 aus dem Winterfeld, dem Gerstfeld, dem Haferfeld und dem Brakfeld. Demnach war zu dieser Zeit schon Vierfelderwirtschaft an die Stelle der früheren Dreifelderwirtschaft getreten. Vom Loppenstedt waren noch einige Gärten vorhanden. Von den Flurnamen werden 1501 genannt: Boven den Wörden (= über der (verlassenen) Dorfstätte), Beim Loppenstedter Beeke, am Wedemeswege (Weg am Pfarrlande), Bei der Krümme (In dem Winkel von Algermissen), Remmerdes Busch, Bei dem Hemlinge, Im Uitzen-Pohle (Froschsumpf), Auf dem Loppenstedter Klint.
In der Loppenstedter Feldflur gab es Grundbesitz des Domkapitels, des Sülteklosters, der Lühnder Kirche, der Kirche Oesselse, des Kartäuserklosters und der Barner.
Als um 1840 die Ablösung der Grundlasten durchgeführt wurde, fiel auch der Loppenstedter Zehnte darunter. An das Karthäuserkloster hatten damals 71 Zehntleute in Bledeln und Lühnde für 599,5 Morgen Land die Summe von 9042 Taler, 4 Groschen, 6 Pfennige (9042,46 Taler) aufzubringen und in Louisdors zu je 5 Talern zu zahlen. Danach war es möglich, die Loppenstedter Feldmark aufzuteilen. Das geschah im Zuge der Verkopplung von 1849. Aus der dabei angefertigten Karte der Flurstücke und ihrer Besitzer und dem Rezeß lässt sich Genaueres über die Feldmark Loppenstedt entnehmen. Sie bestand aus etwa 754 Morgen Ackerland, 110 Morgen Gemeinheits-Angerboden und 2 Morgen Flachsrotten.